# Петровское (усадьба, Лыткарино)
Петровское ― усадьба в городе Лыткарино, Московская область. Сохранились главный дом имения начала XIX века, две церкви XVII и XIX веков и парк на склоне к Москве-реке. Усадьба была основана в XVII веке боярами Милославскими. Позднее принадлежала родам Нарышкиных, Демидовых и Барятинских. После 1917 года усадьба была разграблена.

## Описание
Усадьба Петровское расположена в городе Лыткарино, Московская область. Сохранились главный дом усадьбы начала XIX века, шатровая церковь Николая Чудотворца со старым надгробием, церковь Петра и Павла в классическом стиле и пейзажный парк из лиственных пород деревьев, частично застроенный жилыми зданиями. Парк расположен на склоне к Москве-реке. Хозяйственные постройки и парковая беседка были утрачены.

## История
С XVII века усадьба являлась вотчиной бояр Милославских. Так, в 1683―1685 годах имением владел Иван Михайлович Милославский. Между 1680 и 1691 годами в усадьбе была возведена церковь Николая Чудотворца, возможно заложенная Иваном Милославским. На месте каменной церкви располагался деревянный храм Петра Московского, давший название усадьбе. До начала XIX века церковь была освящена в честь апостолов Петра и Павла, а потом была вновь освящена в честь Николая Чудотворца. С 1691 до 1785 года имением владели боярин М. Ф. Нарышкин и его потомки, включая Василия Нарышкина. После Нарышкиных до 1827 года усадьба была в собственности дворян Демидовых, заново обустроивших Петровское. Так, в 1798―1805 годах в имении на средства Александра Григорьевича и Григория Александровича Демидовых была построена церковь Петра и Павла.  После них владельцем имения были купцы Д. П. Шелапутин и Керсанов (по другим данным усадьбой в 1850-х годах владел князь Александр Чернышёв). В 1857 году княгиня Елизавета Николаевна, супруга Александра Чернышёва, объединила Петровское с усадьбой Лыткарино и захоронила прах своего супруга в усадебной церкви Петра и Павла. После Чернышёва Петровским владел муж его дочери князь Владимир Иванович Барятинский. Последними владельцами усадьбы до революции 1917 года были князь Владимир Анатольевич Барятинский и его сын Владимир Владимирович Барятинский. После 1917 года усадьба была разграблена. В 1930-х годах сгорел второй этаж главного дома, выполненный из дерева. В 1959 году на его месте был построен кирпичный объём над первым и цокольным этажами. В 1960 году усадьба была признана памятником культуры РСФСР и поставлена под государственную охрану. В советское время церковь Николая Чудотворца находилась в руинированном состоянии, но в 1970-х годах её восстановили, воссоздав обрушившийся шатёр и установив звонницу в западной части храма.